# Sony Ericsson Open 2008
Miami Masters 2008 (також відомий під назвою Sony Mobile Communications Open за назвою спонсора) — тенісний турнір, що проходив на відкритих кортах з твердим покриттям. Це був 24-й за ліком Мастерс Маямі. Належав до серії ATP Masters в рамках Туру ATP 2008, а також до серії Tier I в рамках Туру WTA 2008. І чоловічі, і жіночі змагання відбулись у Tennis Center at Crandon Park у Кі-Біскейні (США) і тривали з 26 березня до 6 квітня 2008 року.

## Переможниці та фіналістки

### Одиночний розряд, чоловіки
Микола Давиденко —  Рафаель Надаль 6–4, 6–2
- Для Миколи Давиденка це був 1-й титул за рік і 12-й - за кар'єру. Це був його 1-й титул Мастерс за сезон, і 2-й - за кар'єру.

### Одиночний розряд, жінки
Серена Вільямс —  Єлена Янкович 6–1, 5–7, 6–3
- Для Серени Вільямс це був 2-й титул за сезоні 30-й - за кар'єру. Це був її 1-й титул Tier I за сезон, 9-й загалом, і 5-та (2-га поспіль) перемога на цьому турнірі.

### Парний розряд, чоловіки
Боб Браян /  Майк Браян —  Магеш Бгупаті /  Марк Ноулз 6–2, 6–2

### Парний розряд, жінки
Катарина Среботнік /  Ай Суґіяма —  Кара Блек /  Лізель Губер 7–5, 4–6, [10–3]